# Tokyo Fist
Tokyo Fist (東京フィスト, ＴＯＫＹＯ　ＦＩＳＴ) és una pel·lícula japonesa del 1995. Va ser dirigit per Shinya Tsukamoto, que també protagonitza la pel·lícula juntament amb el seu germà Kōji Tsukamoto i Kahori Fujii. La pel·lícula es va estrenar el setembre de 1995 al Festival de Cinema de Torí a Itàlia.

## Argument
La pel·lícula explica la història d'un venedor d'assegurances porta a porta japonès, Tsuda Yoshiharu, que es dedica a la boxa després d'una trobada casual amb un antic amic de secundària, Kojima Yakuji. Es demostra que Tsuda està sotmès a un estrès immens a causa d'haver de mantenir-se tant a ell com a la seva promesa, l'Hizuru, que va deixar la seva feina després que es van comprometre. Un dia, Kojima apareix a l'apartament de Tsuda dient que va ser convidat i en Hizuru el deixa entrar. Mentre esperava aparentment a Tsuda, Kojima s’insinua amb Hizuru, que el rebutja. Tot i així, en Tsuda s'assabenta i s'enfada amb en Kojima, però en Kojima el colpeja malament i l'humilia davant d'Hizuru.
L'Hizuru està intrigada per l'animalista Kojima i, després d'un enfrontament en un restaurant amb Tsuda, trenca amb ell i s'instal·la amb en Kojima. També comença a perforar-se i a fer-se tatuatges. Hizuru vol boxejar, però el sorprenentment covard Kojima li nega aquesta vida, que diu que és una dona espantosa. A Kojima se li ofereix una lluita contra un boxejador increïblement mortal i es mostra que desconfia de l'acceptació.
Una nit, en Kojima explica a l'Hizuru com va entrar a la boxa. Quan ell i Tsuda estaven a l'escola secundària, un amic seu va ser assassinat per sicaris, que després van ser empresonats pel crim. Tsuda i Kojima van prometre aprendre boxa i venjar-se quan els culpables fossin alliberats. Tanmateix, quan va acabar l'escola secundària, en Tsuda va abandonar aquest pla i va suprimir els records, deixant només en Kojima que continués per aquest camí. Kojima afirma que Tsuda es va convertir en "un ningú" quan va acceptar una feina d'oficina i es va amagar del seu passat. Tsuda ara recorda en Kojima dels assalariats que van matar el seu amic i per això en Kojima vol lluitar tant amb ell. L'Hizuru adverteix en Kojima que, provocant en Tsuda, està creant sense voler una màquina de matar i s'ofereix a lluitar contra Kojima. Kojima es burla de la proposta de lluitar contra una dona i l'Hizuru reacciona recriminant-lo, revelant a en Kojima que tothom el considera un covard. Enfurismat, Kojima accepta la lluita perillosa que li havien ofert abans.
Tsuda encara té sentiments per la Hizuru, i segueix intentant recuperar-la, donant lloc a una confrontació on es barallen colpejant-se la cara (Tsuda acaba molt mutilat en el procés). Hizuru torna a casa a Kojima després, on els dos tenen sexe agressiu.
Al final, Kojima i Tsuda tenen un combat al seu club de boxa, en el qual Kojima gairebé mata a Tsuda. Després, Kojima continua lluitant contra el seu veritable combat de boxa mentre en Tsuda està a l'hospital sent tractat per ferides a l'ull que no deixaran de sagnar. Mentrestant, la Hizuru ha deixat els pírcings i li ha implantat diverses barres de metall al cos.
Kojima guanya el combat, però ha estat empès més enllà del seu límit i es mostra que la seva cara és irreconeixible a causa de les lesions. El seu rostre es trenca mentre celebra la seva victòria, cosa que suggereix ferides mortals. Hizuru es mostra en un camp, on intenta arrencar els seus diferents pírcings, però acaba sagnant fins a morir. Aleshores veiem en Tsuda davant d'un edifici d'apartaments, la pupil·la del seu ull ara desapareguda. El pla final de la pel·lícula és un zoom sobre un sac de boxa penjat en un gimnàs de boxa buit mentre s'escolten els crits d'una multitud.

## Repartiment
- Kahori Fujii com a Hizuru
- Shinya Tsukamoto com a Tsuda Yoshiharu
- Kōji Tsukamoto com a Kojima Takuji
- Naomasa Musaka com a Hase, entrenador
- Naoto Takenaka com a Ohizumi, entrenador
- Koichi Wajima com a Shirota, propietari del gimnàs
- Tomorowo Taguchi com el Mestre del Tatuatge
- Nobu Kanaoka com a infermera

## Alliberament
Tokyo Fist es va estrenar el setembre de 1995 al Festival de Cinema de Torí a Itàlia. Va ser estrenat al Japó el 21 d'octubre de 1995.

## Recepció
Al Japó, Tokyo Fist es va col·locar a les llistes de les millors publicacions de l'any, inclosa Kinema Junpo.